# Bertel Thorvaldsen
Bertel Thorvaldsen (født 19. november 1770 i København, død 24. marts 1844 i København) var en dansk billedhugger. Han var søn af den islandske billedskærer Gottskálk Þorvaldsson og hans hustru Karen, født Dagnes. Han begyndte på Det Kongelige Danske Kunstakademis 1. frihåndsskole allerede som 11-årig. I 1787 modtog han Den lille Sølvmedalje, i 1789 Den store Sølvmedalje, i 1791 Den lille Guldmedalje og i 1793 Den store Guldmedalje. I 1796 modtog han Kunstakademiets store rejsestipendium og forlod Danmark på fregatten Thetis for at rejse til Rom. Om denne sørejse og opholdet på Malta, se Peder Pavels. Thorvaldsen tilbragte de følgende 40 år i Rom. Han ankom til Rom den 8. marts 1797, en dato, som han livet ud fejrede som sin "romerske fødselsdag". Hans gennembrudsværk var Jason med det gyldne skind fra 1803. Hans arbejde i den nyklassicistiske stil havde den antikke kunst som forbillede.
Trods sit lange ophold i Rom betragtes han som en af Den danske Guldalders hovedpersoner, da han havde stor indflydelse på blandt andre de danskere, der tog på dannelsesrejse til Italien.

## Talentfuld, ung dreng i et fattigt hjem
Bertel Thorvaldsen var født 19. november 1770 i København. Hans far, Gottskálk Þorvaldsson (1740-1806), der var søn af en fattig islandsk præst, kom 17 år gammel til København og ernærede sig der ved på skibsværfterne at udskære ornamenter til fartøjerne; hans hustru blev Karen Dagnes (død 1804), en degnedatter fra Nr. Nissum i Jylland. Gottskálk Þorvaldsson, der på dansk vis kaldte sig Thorvaldsen, var en ikke særligt dygtig arbejder og forfalden til svir; det blev derfor et fattigt og uordentligt hjem, hvor Bertel Thorvaldsen voksede op, hvilket dog betvivles af historikeren Louis Bobé. Regelmæssig skoleundervisning fik han ikke, men lærte formentlig i hjemmet at læse og skrive til husbehov, måske har faren givet ham nogen vejledning i tegnekunsten og derved opdaget, at drengen havde anlæg i den retning. I alt fald var Bertel kun 11 år gammel, da han blev indskrevet som elev på Kunstakademiet, hvor han tegnede om aftenen, mens han om dagen hjalp sin far med at skære i træ. I januar 1786 rykkede han op i Modelskolen og fik der Akademiets betydeligste kunstnere, Johannes Wiedewelt og Nicolai Abraham Abildgaard, til lærere. Af disse to blev det maleren, der kom til at påvirke den unge Thorvaldsen mest. Mens der fra hele dennes tidligste periode næppe kan nævnes noget arbejde, der minder om Wiedewelt, ser flere af hans ungdomsværker ud, som om de hvilede på skitser af Abildgård. Denne kunstner havde også øje for hans store evner og viste interesse for, at de fik den rigest mulige udvikling. Wiedewelt har dog sandsynligvis påvirket Thorvaldsen med sit skrift Tanker om Smagen udi Kunsterne i Almindelighed i retning af den internationale nyklassicisme.

## Sølvmedalje
2. januar 1787 vandt Thorvaldsen Akademiets lille sølvmedalje for en modelfigur i relief; kort efter blev han konfirmeret. Hans far mente nu, at han kunne nøjes med den kunstneriske uddannelse, han allerede havde fået, og fik ham en tid at ophøre med at gå på Akademiet; den gamle trængte til sønnens hjælp. Mere end et år fik studierne dog ikke lov at hvile; i vinteren 1788-89 tegnede Thorvaldsen igen under Abildgård, og i det følgende forår fik han den store sølvmedalje for en Amor, udført i relief efter model. I den følgende tid levede han dels af at gøre dekorative arbejder, dels af at tegne og modellere portrætter samt undervise i tegning; aftenerne tilbragte han ofte med kompositionsøvelser sammen med kammerater. I sommeren 1791 meldte han sig til konkursen for den lille guldmedalje og fik til opgave Heliodors Uddrivelse af Templet. Den tiltalte ham ikke, og hvis ikke en af Akademiets professorer havde hindret ham, ville han have forladt arbejdslokalet uden at gøre noget forsøg på at løse den. Nu blev skitsen imidlertid færdig og godkendt, og efter den fuldførtes så det relief, hvorfor han fik tildelt medaljen 15. august 1791. Heliodors Uddrivelse er langtfra noget mesterværk; kompositionen er meget løs og figurerne svagt karakteriserede og bevægede; reminiscenser spores både fra Rafael og fra Abildgård; adskillige enkeltheder er dog smukt og dygtigt modelleret. Samme år fik Thorvaldsen ad privat vej en understøttelse, der satte ham i stand til at udføre et par arbejder for egen regning. Først fremstod relieffet Priamus og Achilles med dets talende komposition og livfulde modellering, dernæst (1792) relieffet Hercules og Omphale, det første værk, hvori Thorvaldsen er helt frigjort for den abildgårdske indflydelse og kendeligt påvirket af antikken, som han havde erhvervet sig nogen forestilling om gennem studiet af nogle gipsafstøbninger der tilhørte Akademiet. Omtrent fra samme tid er formentlig også den nydelige gruppe En Moder med sine 2 Sønner, kunstnerens ældste kendte forsøg på fremstillingen af fritstående figurer; her ses allerede noget af den stil, der særtegner mesterens senere, mere fuldkomne frembringelser.

## Guldmedalje
Akademiets store guldmedalje blev 13. august 1793 tilkendt Thorvaldsen for relieffet Petrus, som helbreder den værkbrudne, et kunstværk, der ganske vist ligesom de tilsvarende ældre arbejder i mangt og meget minder om "klassiske" forbilleder, men hvor dog flere enkeltheder har et frisk og ejendommeligt præg, ligesom det i det hele udmærker sig ved dramatisk liv og talende bevægelse i figurerne. Kunstværket indbragte, foruden medaljen, sin ophavsmand ekspektance (grundet håb) på Akademiets store tre års rejsestipendium. Men dette var i 1793 optaget af en anden, og Thorvaldsen måtte vente tre år, inden han kunne komme af sted; selv længtes han vel heller ikke meget efter de ukendte lande, og hans venner mente med god grund, at det ville være ham tjenligst at skaffe sig nogle flere kundskaber og større personlig udvikling, før han gav sig ud på rejse. I den tid, der således gik, hjalp han stadig sin far med arbejdet; sit livsophold tjente han dels ved at udføre portrættegninger for privatfolk og illustrationer til bøger, dels ved dekorative arbejder; i 1794 og 95 havde han desuden en understøttelse fra Akademiet på 100 rigsdaler årligt. Mellem hans selvstændige værker fra disse år er det mest bemærkelsesværdige den realistisk opfattede og meget dygtigt gennemførte buste af A.P. Bernstorff, dernæst Tyge Rothes i formel henseende interessante portrætbuste.

## Tiden i Rom
23. august 1796 modtog Thorvaldsen endelig fra Akademiet sin "Rejseinstrux" til sin dannelsesrejse, med et formelt tilsagn om et stipendium på 400 rigsdaler årligt i tre år, og kort derefter tog han afsked med sine forældre, med den unge pige, han var forlovet med – man ved om hende kun, at hun hed Margrethe, og at Thorvaldsen hurtigt glemte hende – og med sine venner, for derefter, med kongelig tilladelse, at følge med fregatten Thetis, der snart skulle foretage et togt til Middelhavet. Afrejsen fandt sted 30. august. I januar 1797 blev Thorvaldsen landsat i Palermo, derfra drog han til Napoli, tilbragte der en måneds tid med at studere i kunstsamlingerne og gik så til Rom, hvortil han nåede 8. marts.
Goethe var i sin tid blevet så grebet af sit ophold i Rom, at han betegnede sin ankomst dertil – 1. november 1786 – som sin personlige genfødelse, sin "anden fødselsdag". Inspireret af Goethe blev det almindeligt at fejre sin "romerske fødselsdag", datoen for ens først ankomst til byen, og Thorvaldsen fejrede resten af livet 8. marts 1797 som sin vigtigste fødselsdag.

### De første år i Rom
Thorvaldsen havde i Rom bopæl oven for Den Spanske Trappe i Via Sistina og værksted i Palazzo Barberinis staldbygninger.
I de første par år hvor Thorvaldsen levede i Rom, var det kun få og ikke særligt anselige originalværker han fik udført. Dels var han den gang i virkeligheden, ifølge chefen på det skib, der havde ført ham til syden, "en doven Hund", dels har han vel mistet modet noget, som følge af det overvældende indtryk fra den store kunst, han nu trådte i forhold til. Blandt de få ting, han i de første seks år af sit Rom-ophold fuldendte og hjemsendte, er det betydeligste den smukke lille gruppe Bacchus og Ariadne, der allerede vidner om en lige så personlig som dyb tilegnelse af antikken. For øvrigt huggede han Bernstorffs og Rothes buster i marmor og kopierede flere antikke statuer, rimeligvis efter tilskyndelse af Georg Zoëga, der i det hele tog sig varmt af den unge kunstner, hvis mangel på almindelig åndelig udvikling og på kundskaber han i høj grad beklagede, og over for hvem han lige til sin død udøvede en effektiv kritik med konstant henvisning til antikken. Thorvaldsen blev regelmæssig gæst i Zoëgas hjem og gjorde der flere bekendtskaber der kom ham til gode, og også et enkelt, der fik mindre heldige følger. Det var hos Zoëga, han lærte Anna Maria v. Uhden, født Magnani, at kende. Denne unge kvinde, der havde tjent i Zoëgas hus som Cameriera, var gift med en tysk arkæolog; hun blev Thorvaldsens elskerinde, og hendes ægteskab opløstes 1803. Hun var af en vis yppig skønhed, men lidet elskværdig og endnu mindre åndeligt interesseret; forholdet til hende blev i årenes løb på mange måder trykkende for kunstneren. I 1813 fødte hun ham en datter, Elisa Thorvaldsen, som blev gift først med oberst J.P.F. v. Paulsen, og efter dennes død med en italiensk landejendomsbesidder, Giorni.

### Jason med det gyldne skind
Ved siden af Zoëga var utvivlsomt Asmus Jacob Carstens den mand, der fik størst betydning for Thorvaldsens udvikling i den første del af hans ophold i Rom. Denne udmærkede kunstner, af hvis tegninger Thorvaldsen allerede havde set og beundret en del i København, var i Rom, da Thorvaldsen kom der til, og levede derefter endnu et år. Thorvaldsen besøgte ham jævnligt, studerede hans arbejder, kopierede adskillige af dem og ordnede dem efter hans død; fra dem lånte han en del motiver, der påvirkede hans stil og for ham fungerede som et overgangsled til antikken eller blev et middel til at lære at forstå denne. Det er utvivlsomt, at Thorvaldsen har fået tanken og delvis hovedlinjerne til sin Jason fra Carstens' Argonavtertoget. Jason blev det første større originalarbejde han udførte i Rom. Oprindelig fremstod den som en legemsstor statue, om hvilken vi ikke ved meget andet, end at den var færdig i ler i foråret 1801, og at kunstneren slog den ned, fordi han ikke havde råd til at lade den støbe i gips. Men Friederike Brun, hans ven og mæcen, bekostede gipsafstøbningen, og i eftersommeren startede han igen på figuren, denne gang i overnaturlig størrelse. Han ville, før hans stipendium løb ud (efter at være blevet fornyet i 1799), fuldende et omfangsrigt arbejde, der kunne vise landsmændene, at han ikke forgæves havde stået ansigt til ansigt med de store oldtidsværker. Den nye Jason stod færdig ved udgangen af 1802, og snart gik dens ry viden om i kunstnernes og kunstvennernes kreds. Thorvaldsens værksted kom på fremmedførernes lister over Roms seværdigheder, Antonio Canova udtalte sig i høje toner om det nye kunstværks "store og oprindelige stil", og den strenge Zoëga ydede det sit fulde bifald. Men nogen køber meldte sig ikke, og Thorvaldsen, der ikke så noget middel til at skaffe penge til et forlænget ophold i syden, forberedte sig på hjemrejsen. Hans kuffert var allerede pakket og vognen for døren; så førte tilfældige omstændigheder til en dags udsættelse. Og inden denne dag var omme, var Jason bestilt i marmor af en rig englænder, sir Thomas Hope, der ved et klækkeligt forskud satte kunstneren i stand til at udsætte hjemrejsen fra Rom på ubestemt tid.
Thorvaldsen havde sikkert oprindelig tænkt at kunne fuldføre marmorstatuen i løbet af 1803, men i virkeligheden gik der 25 år, inden den blev afleveret. Dette havde nærmest sin grund i, at Thorvaldsen nu, da lykken begyndte at se mildt til ham, dels fik nye bestillinger, dels af egen drift blev ledt til at sætte snart det ene, snart det andet arbejde i gang. Hvad der i den første del af århundredet blev bestilt hos ham fra Danmark, var ikke meget, men desto flere af hans værker bestiltes af udlændinge, især efter at han var blevet ven med den danske gesandt baron Schubart, på hvis gods Montenero Thorvaldsen ofte opholdt sig længere tid ad gangen og gjorde bekendtskab med kunstelskende rigmænd af forskellige nationaliteter. I 1803 fik han vel ikke synderligt fuldendt, men begyndte blandt andet på Achilles og Briseïs, hans første navnkundige relief over et antikt emne. I 1804 kom foruden relieffet Musernes Dans på Helicon og den kostelige gruppe Amor og Psyche så betydelige statuer som Apollo, Bacchus og Ganymedes; samme år modtog han fra hjemlandet efterretning om, at der af det offentlige var tilstået ham en understøttelse på 300 rigsdaler, samt et brev, hvori bygmesteren Chr. Hansen opfordrede ham til at overtage forskellige arbejder for det nye Christiansborg. I 1805 blev han gjort til medlem af Københavns Kunstakademi og umiddelbart derefter til professor ved samme, men han tænkte endnu ikke på at vende hjem. Virksomheden i det romerske atelier udvidedes stadig, og allerede på dette tidspunkt var Thorvaldsen nødt til at søge hjælp af en stadigt voksende skare af medhjælpere – dels yngre kunstnere, dels mere håndværksmæssigt uddannede arbejdere. Til dem blev betroed det meste af marmorhugningen, og derudover også den overvejende del af udførelsen af de store modeller, således at mesteren mere og mere indskrænkede sig til at udføre skitserne samt give værkerne den allersidste fuldendelse.

### Andre værker
I de følgende år, indtil omtrent 1820, var Thorvaldsen især optaget af antikke emner, omend han i dette tidsrum også udførte enkelte monumentale portrætstatuer. Af den store mængde kunstværker heriblandt skal kun få nævnes her, uden at holde streng kronologisk rækkefølge. Thorvaldsen hører nemlig til de kunstnere, hvis virksomhed allervanskeligst lader sig inddele i "perioder". Fra det øjeblik da han, omtrent i trediveårsalderen, har fuldført sit første mesterværk, og til sit sidste leveår er han ikke alene i det væsentlige – som åndelig modnet personlighed – men også i det mere udvortes den samme; hans tekniske dygtighed, dette ord taget i videste forstand, kan vel udvikles, om end i ringere grad, end man på forhånd skulle tro, men der er kun sjældent tale om ændringer i natursynet, sympatierne og stilen. Med andre ord: et begrænset udvalg af Thorvaldsens værker vil kunne give en repræsentativ forestilling om hans kunst. Forskellen i værdi skyldes ikke den forskellige grad eller art af udvikling; den hviler på afvigelser i graden af stemningens styrke, af den naturlige interesse for emnet, af den momentane oplagthed og endelig på, hvor megen eller hvor ringe del mesteren personlig har haft i værkets udførelse. Her nævnes da kun enkelte spredte navne på Thorvaldsens ypperste frembringelser fra et givet tidsrum. Af statuer mærker vi først og fremmest den Adonis, der stod færdig i model 1808, blev bestilt i marmor af kronprins Ludvig af Bayern, men først afleveret 1832; det er et af de meget få eksisterende marmorarbejder, Thorvaldsen helt igennem har udført med egen hånd, og et af de thorvaldsenske værker, der står det oldgræske, særlig det praxiteleiske, skønhedsideal nærmest. 
 Dernæst de to yndefulde figurer Hebe og Psyche, den store Fredbringende Mars, den Triumferende Amor, Ganymedes med Ørnen, såvel den stående som den knælende, de siddende figurer Hyrdedrengen og Mercur som Argusdræber og Danserinden; endelig barnefiguren Georgina Russell samt de to draperiskikkelser Fyrstinde Baryatinska, vel i sin art det ædleste kunstværk, nyere skulptur har frembragt, og Grevinde Ostermann, der ved sin holdning minder om de navnkundige Agrippinafigurer. Af reliefferne var de fire Minerva og Prometheus, Hercules og Hebe, Jupiter og Nemesis samt Æsculap og Hygæa udført til Christiansborgs facade; A genio lumen modellerede Thorvaldsen i anledning af sin indkaldelse til medlem af det romerske San Lucas Akademi 1808, fire år efter at Florentiner-Akademiet havde udnævnt ham til professor. For egen regning udførte han dernæst Natten og Dagen og Priamus hos Achilles samt flere relieffer med fremstillinger af Amor; af disse er Amor hos Bacchus modelleret efter en antik gemme, hvis komposition tidligere var benyttet af Carstens. Mellem alle reliefferne fra denne periode rager dog Alexanderfrisen op, både ved sit omfang og ved sin kunstneriske betydning. Den blev udført i 1812, da man i Rom ventede kejser Napoleons besøg og indrettede Qvirinalpaladset til hans modtagelse. I løbet af lidt over to måneder blev det 37 meter lange og næsten 1,3 meter høje relief modelleret og støbt i gips, og det vandt hurtigt ry som det ypperste kunstværk i sin art, der var frembragt i to tusind år. Senere blev det udført i marmor i ændret og formindsket skikkelse til grev Sommarivas villa ved Comosøen, derpå i det eksemplar, som nu findes i museet, og endelig for Christiansborg.
I 1817-18 udførtes i Thorvaldsens atelier restaureringen af de berømte æginetiske gavlfigurer, der var erhvervet af kronprins Ludvig af Bayern og nu findes i Glyptoteket i München; selv modellerede han de manglende legemsdele og gik gipsen efter, hvorpå italienske arbejdere huggede stykkerne i marmor og føjede dem ind; endelig gav mesteren selv den afsluttende behandling. Arbejdet lykkedes fortræffelig, om end senere kunstarkæologer, særlig Furtwängler, har haft et og andet at indvende derimod. For Thorvaldsens originale produktion fik hans syslen med de æginetiske skulpturer en vis betydning; et talende vidnesbyrd herom er navnlig statuen Haabet. I dette højst usædvanlige værk har kunstneren bevaret den arkaiske skikkelses storladne alvor og strenghed, dens symmetriske holdning og i hovedtrækkene draperiets stil, men ved siden af dette vist sin eminente evne til at blæse nyt liv i de gamle former.
I forsommeren 1818 blev Thorvaldsen, der under hele sit ophold i Rom jævnlig havde lidt af feberanfald og anden skrøbelighed, alvorligt syg, og under sin rekonvalescens blev han plejet af en skotsk dame, miss Frances Mackenzie. Hun var efter alle samtidiges vidnesbyrd en yderst hæderlig og kundskabsrig dame, men hverken smuk eller på anden måde indtagende, og det lader sig næppe fuldt oplyse, om andre årsager end taknemmelighed og fælles venners indflydelse har været medvirkende til, at Thorvaldsen friede til hende; sikkert er det kun, at forlovelsen mellem dem blev deklareret 29. marts 1819 og en måneds tid derefter hævet. En væsentlig grund til, at bruddet indtrådte så hurtigt, var uden tvivl den, at Thorvaldsen nogen tid i forvejen havde fattet kærlighed til en smuk og meget elskværdig tysk dame, Fanny Caspers. At frøken Caspers aldrig blev Thorvaldsens hustru, skyldes vel snarere, at han havde givet miss Mackenzie løfte om aldrig at ægte nogen anden, end det skyldtes hensynet til Anna Marias anfald af rasende skinsyge og hendes trusler om at dræbe både sig selv og datteren, hvis Thorvaldsen svigtede hende. Hvordan forholdet mellem Thorvaldsen og den lidenskabelige italienerinde til sidst, vel omkring 1820, ordnedes og opløstes, vides ikke.
Louis Bobé har haft adgang til kilder og har i sin bog fra 1938 forklaret deres vanskelige afsked; Thorvaldsen måtte love aldrig at indgå ægteskab.
Fra Danmark modtog Thorvaldsen hele tiden de stærkest mulige opfordringer om at komme hjem for at tage fast ophold. Man tilbød ham gode kår og rigeligt arbejde. Flere gange havde han også forsikret, at han nu snart ville følge dette kald, men fra år til år var rejseplanerne blevet henlagt. Mere og mere følte han sig hjemme i Rom, og det syntes ham stadig vanskeligere at forlade de tre store atelierer ved Palazzo Barberini, der, ligesom værkstedet på Corsoen, altid var fulde af ufærdige værker, og hvor en skare af medhjælpere altid var i travl aktivitet. Hen i mod 1820 stod forholdene imidlertid således, at han med større tryghed end nogen sinde før kunne tænke på at forlade sine arbejdsrum, i alt fald for en kortere tid. Ikke alene havde han fået tilknyttet en mængde modellerere og marmorhuggere (delvist uddannet af ham selv), som han turde overlade endog meget betydelige arbejder til, men yderligere stod der nu om ham en lille stab af virkelige kunstnere, som værkernes fuldendelse og tilsynet med værkstederne helt kunne betros; mænd som Tenerani og Bienaimé og først og fremmest H.E. Freund, der var rede til at stille hele sin store begavelse og fremragende dygtighed til rådighed for den elskede mester. Der var således nu så lidt som muligt til hinder for, at Thorvaldsen gæstede sit fædreland. De bestillinger, som han i de nærmest foregående år havde modtaget fra udlandet, kunne endog betragtes som en særlig anledning til, at han netop nu gav sig ud på rejse. Fra Warszawa var han blevet opfordret til at udføre et monument over den polske feltherre fyrst Jozef Poniatowski; Bienaimé havde allerede tidligere efter hans skitse modelleret Löwendenkmal, en såret, døende løve, som monument over schweizergarden, som til sidste mand forsvarede Ludvig 16. af Frankrig og hans familie under stormen af Tuilerierne 1792. Om den endelige udførelse og om anbringelsen af disse to kunstværker ville han helst selv forhandle med bestillerne.

### I København 1819
Thorvaldsen forlod Rom 14. juli 1819. Via Siena og Firenze gik vejen til Milano, hvor kunstneren opholdt sig seks dage, mest for at træffe aftale angående et monument – med relieffet af gratierne – til maleren Apianis grav. Derfra gik turen over Simplon til Luzern, hvor han gav sine anvisninger med hensyn til løvemonumentet. Oprindelig havde man tænkt sig den døende løve støbt i metal; nu blev den efter mesterens forslag mejslet i en klippe og gør en mægtig virkning til trods for sine formelle mangler, der let forklares af den kendsgerning, at hverken Thorvaldsen eller Bienaimé, før de fuldendte deres arbejde, havde set en virkelig løve. Til København kom Thorvaldsen 3. oktober, efter en rejse hvor han, mere end han selv ønskede det, var blevet hædret med fester. Han blev bl.a. optaget som æresmedlem af den københavnske frimurerloge Friederich zur gekrönten Hoffnung 27. oktober dette år. Også i hjemlandet blev der ved gilder og anden selskabelighed i høj grad lagt beslag på ham, og meget fik han ikke udrettet i 1819 i det atelier, man havde sat i stand til ham på Charlottenborg; det vigtigste var nogle buster af medlemmer af den kongelige familie. Men straks efter nytår tog han fat på nogle større projekter, nemlig på dem, der var bestemte for Vor Frue Kirke, og modellerede hertil først reliefferne Jesu Dåb og Nadverens Indstiftelse, der begge kort efter blev udført i marmor i hans atelier i Rom. Samtidig syslede han med store planer vedrørende kirkens udsmykning, og der gik ikke lang tid, før det endeligt var fastslået, at denne skulle overdrages ham fuldstændigt. Oprindelig var der kun tale om en Kristus, de 12 apostle og en gavlgruppe, men efterhånden blev opgaven udvidet med tilføjelse af de store friser Jesu Indtog i Jerusalem og Vandringen til Golgatha samt af Dåbsengelen og flere mindre relieffer. Alle disse værker blev dog først skitseret, efter at Thorvaldsen var vendt tilbage til Rom.
Thorvaldsen forlod København i august 1820 og rejste via Berlin og Dresden til Warszawa, hvor han forhandlede med komitéen for Poniatowskis monument og desuden modtog bestilling på et mindesmærke for Kopernikus; derefter gik vejen over Kraków (hvor der blev truffet aftale om en statue af en ung polsk kriger, grev Potocki) til Wien, hvor Thorvaldsen befandt sig i tre uger. Den 16. december var han tilbage i Rom. Det første arbejde, han der tog fat på, var grev Potockis statue, der nu blandt hans værker stråler som et af dem, der stærkest bekræfter hans position som oldtidsgrækernes arvtager. Derefter var det især arbejdet for Vor Frue Kirke, der optog ham – i 1821-22 skred det frem med stor energi. Uanset hvor meget Thorvaldsen for øvrigt i denne periode havde at lave, syslede han dog vistnok daglig med den række nye værker, som skulle blive en af hans lyse og rige kunstnerlivs ypperste bedrifter. Kristusfiguren, apostelstatuerne og Johannesgruppen blev modelleret i 1821 og de følgende år, den knælende Dåbsengel er fra 1827. De store friser blev først færdige i 1839-40. Størst besvær voldte Kristusfiguren ham. Til denne findes der ikke mindre end fire forskellige skitser, især bevægelsen af dens arme. Denne figur modellerede han selv, ligesom Paulusstatuen. De øvrige apostelskikkelser blev efter hans små og meget flygtige skitser modelleret af forskellige medhjælpere under hans stadige kontrol og vejledning. Som inspiration til Kristusfiguren regnes Peter von Cornelius’ maleri af lignelsen om de kloge og de uforstandige jomfruer  fra Matthæusevangeliet. Mens teksten siger, at Jesus fortæller lignelsen, viser Cornelius ham som brudgommen selv, omgivet af profeter. Før Cornelius forlod Rom, forærede han maleriet til J.A. Koch. Thorvaldsen lånte det med til København, da han skulle i gang med Kristusfiguren. Først i 1848 fik Kochs arvinger maleriet tilbage.
Dåbsengelen var oprindelig en stående figur; senere ændrede han sin plan og fremstillede den knælende med muslingskallen; den ældre figur, udført i marmor, blev solgt til England.
Mens Thorvaldsen udførte disse storværker for en protestantisk kirke, modtog han en bestilling, som man nærmest skulle have tænkt sig tildelt en katolsk kunstner. Kardinal Consalvi overdrog ham det ærefulde hverv at sætte et monument i selveste Peterskirken over den nyligt afdøde pave Pius 7. Det blev udført i 1824 og de følgende år, og afsløret 1831; med paven siddende på sin trone, og ved siderne to allegoriske kvindefigurer: Den himmelske Styrke og Den guddommelige Visdom. Det hele er i kolossal målestok, og dog stadig alt for småt til at gøre sig rigtigt gældende i det mægtige rum. Samtidig var et monument for hertugen af Leuchtenberg (til Michaelskirken i München) under modellering. Som en slags hvile fra disse og de andre store monumentale arbejder udførte Thorvaldsen mere eller mindre omfangsrige relieffer, hvoriblandt Kjærlighedens Aldre indtager den mest fremtrædende plads.
I 1825 blev Thorvaldsen udnævnt til præsident for det romerske kunstakademi, San Luca, en stilling, som han dog frasagde sig efter tre års forløb. I den følgende tid blev der arbejdet ivrigt på de fra Polen bestilte monumenter; Poniatowskis 20 fod høje rytterstatue var færdig i model 1828, blev i Warszawa støbt i bronze og opstillet, men blev kort efter nedtaget af russerne og flyttet til godset Hamel i guvernementet Mohilev; Kopernikus-monumentet blev afsendt og 1830 opstillet foran universitetet i Warszawa. Fra det følgende årti skal her nævnes en række særligt betydelige arbejder: Lord Byron, siddende figur (1830, Cambridge), det kolossale ryttermonument for kurfyrst Maximilian 1. af Bayern (1834, München), Schiller-Statuen (1836, Stuttgart), Conradins Statue, som Thorvaldsen i 1836 egenhændig modellerede for kirken Santa Maria del Carmine i Napoli, samt reliefferne Årstiderne, Tro, Haab og Kjærlighed, Homer, der synger for Grækerne og Hectors Afsked fra Andromache. Derudover en mængde mindre relieffer, hvis emner for en stor del er taget fra græske lyrikere og epigrammatikere, og hvor den lille Amor som oftest optræder som hovedfigur; et enkelt af dem, Hylas (1832), er modelleret over en komposition fra Carstens' Argonautertoget. Gutenberg-statuen, der er rejst i Mainz, var bestilt hos Thorvaldsen og blev 1833 modelleret under hans tilsyn og i hans atelier, men er for øvrigt helt igennem, også for skitsens vedkommende, et værk af Herman Wilhelm Bissen. Denne fik omkring 1500 kroner for sit arbejde. Selv afslog Thorvaldsen at modtage det honorar, der blev ham tilbudt, men udnævntes af det taknemmelige Mainz til byens æresborger.

## Hjemrejsen
Efter at Thorvaldsen flere gange havde hjemsendt større samlinger af sine arbejder – et anseligt udvalg af dem var i hjemlandet for første gang at se på Charlottenborg-udstillingen 1826 – og efter at det var blevet bekendt, at han agtede at skænke de værker, han ved døden måtte efterlade sig, til byen København, blev der i Danmark dannet en komité for at skaffe midler til oprettelsen af et Thorvaldsens Museum. Den 10. april 1838 underskrev han sit testamente, som fra hans side afgjorde sagen, væsentligt tilskyndet af digteren Ludvig Bødtcher. Kort derefter besluttede han at give efter for de konstant gentagne opfordringer om at komme hjem. Rejsen blev dog flere gange udsat; Thorvaldsen havde nu som før vanskeligt ved at løsrive sig fra sit andet fædreland, og altid syntes han at der endnu stod noget tilbage, hvis udførelse han ikke helt turde overlade til andre. Men i sommeren 1838 blev det alvor. Den 7. august gik han i Livorno om bord på fregatten Rota, og 17. september blev han på Københavns Red modtaget med længe forberedte, storartede festligheder og med stormende jubel fra alle de tusinder, som havde samlet sig for at hilse ham velkommen. Samme år fik han bolig og værksted på Charlottenborg på Kongens Nytorv. 
 Nu fulgte æresbevisninger og fester slag i slag. I 1819 var han bleven udnævnt til etatsråd; nu fik han titel af konferensråd (det følgende år fik han Storkorset). Kunstakademiet, der allerede i 1833 havde kåret ham til sin direktør, lod til hans ære præge den medalje, der fremtidig skulle bruges til hæderspris for det bedste arbejde på kunstudstillingen. Digterne lovpriste ham, og byen København gjorde ham til æresborger. Af festerne var den mest bemærkelsesværdige den, der blev holdt 7. oktober, hvor så at sige alt, hvad hovedstaden ejede af fremragende ånder, mødte op for at hædre den elskede mester. Endnu inden årets udgang blev Johannesgruppen på Vor Frue Kirke opstillet. Pinsedag 1839 havde han den glæde at se marmoreksemplarerne af Kristus og 10 af de 12 Apostle på deres plads – Andreas og Thaddæus var endnu ikke afleveret, da kunstneren ønskede at omarbejde dem – og være med at indvie døbefonten som gudfader til Freunds barn. Det meste af sommeren og efteråret tilbragte Thorvaldsen som baron Stampes gæst på herregården Nysø, hvor der var bygget ham et atelier. Der udførte han blandt andet sin egen portrætstatue, Thorvaldsen støttende sig til Haabet, samt skitserne til relieffriserne for Vor Frue Kirke og til statuen af Christian 4.. Spørgsmålet om museet blev nu afgjort, i hvert fald blev som pengemidlerne blev sikret, en byggegrund anvist af kongen og Bindesbølls planer til opførelsen godkendt. Selv ydede Thorvaldsen et bidrag af 16.000 specier (ca. 64.000 kr.) til museet.
Hele skibsladninger af kunstværker var efterhånden blevet sendt hjem fra værkstederne og magasinerne i Rom, men endnu var der store mængder tilbage. Thorvaldsen mente, at hans nærværelse dernede var nødvendig, og i maj 1841 drog han af sted. Rejsen blev som et triumftog med hyldest og fester på ethvert sted, hvor der blev gjort holdt. Det er derfor ikke mærkeligt, at den aldrende mester efter i september at være kommet til Rom følte trang til hvile og ikke arbejdede særlig meget de første måneder. Derefter udførte han de nye skitser til Thaddæus og Andreas, lavede, på mindre end 10 dage, den store model til førstnævnte apostelfigur uden mindste hjælp og omarbejdede en ældre gruppe, De 3 Gratier. Hen på efteråret 1842 mente han at være færdig med det han skulle udrette i Rom, og rejste nordpå gennem Tyskland. Han kom til København d. 24. oktober.
Allerede dagen efter gik han hen for at se på museumsbygningen der nu var under tag, og på sin gravplads i gårdens midte. Hans glæde over, hvad der nu var opnået i denne sag der var ham så magtpåliggende, gav han udtryk ved at forøge den pengesum, han tidligere havde bestemt for museet, med 25,000 rigsdaler. Endnu inden vinteren var begyndt, drog Thorvaldsen til Nysø og genoptog sit arbejde. Som det betydeligste værk han der udførte, kan nævnes det berømte rundrelief Juleglæden i Himlen. Senere tog han i København fat på de statuer der var bestilt til Christiansborg, modellerede Christian 4.'s billedstøtte, der, støbt i bronze, en tid stod i kongens kapel i Roskilde Domkirke, men senere flyttedes til Rosenborg have, og færdiggjorde Hercules. Derefter påbegyndte han en buste af Luther, som forarbejde til et større monument, der tænktes opstillet foran Vor Frue Kirke. Denne blev ikke fuldendt.

## "Nu kan jeg dø, naar det skal være, for nu har Bindesbøll min Grav færdig"
Af naturen var Thorvaldsen sikkert en legemskraftig personlighed, men de store anstrengelser, han siden sin ungdom havde underkastet sig, og gentagne feberanfald i syden havde taget stærkt på ham, så han nu i sin fremskredne alder ofte følte sig svag. Hen imod udgangen af 1843 brød et gammelt sår, han havde på benet, op, og lægen forbød ham at arbejde; kort efter nytår 1844 kunne han dog igen modellere, og der fremstod i løbet af de næste måneder flere små relieffer, blandt andet med de forskellige kunstarters genier. Thorvaldsen havde tidligere udført en Billedhuggerkunstens Genius, men han var utilfreds med arbejdet og lavede forskellige nye udkast. Det skønneste, fra 21. marts, kom kun til at foreligge som kridttegning på en skifertavle; det blev hans sidste komposition. 24. marts arbejdede han på Lutherbusten, gik derefter til et middagsselskab, var munter ved bordet og talte om en rejse, han havde tænkt at gøre til Italien. En bemærkelsesværdig ytring lod han falde, ved denne sin sidste sammenkomst med de gamle venner, baron og baronesse Stampe, Oehlenschläger, H.C. Andersen, Ernst Meyer og flere andre. "Nu", sagde han, "kan jeg dø, når det skal være, for nu har Bindesbøll min grav færdig." Efter måltidet gik han i teatret, satte sig på sin plads i parkettet og hilste venligt på de omkringsiddende. Men et øjeblik efter sank han sammen med lukkede øjne, og inden man endnu havde fået ham båret ud, stod det klart, at han var død. Den obduktion der blev foretaget af dr. Dahlerup nogle dage senere godtgjorde at dødsårsagen var en akut opstået blodprop i hovedstammen af venstre kranspulsåre.[kilde mangler]
Hvor stor og udbredt smerten over Thorvaldsens død var, viste sig til fulde ved sørgehøjtideligheden i Akademiets Antiksal, hvor låget blev sat på hans kiste, ved ligtoget til Vor Frue Kirke, og ved selve bisættelsen. I de fire år der gik, inden museumsbygningen var fuldendt stod Thorvaldsens kiste i kirkens østre kapel. Først d. 6. september 1848 blev den bragt til sit endelige hvilested, den murede grav i museets gård. Museet selv blev hans eneste gravmæle, rejst, som det står, af et taknemmeligt folk og fyldt med alt, hvad hans store og rige ånd har frembragt.

## Eftermæle
I levende live og endnu vel en menneskealder efter sin død stod Thorvaldsens omdømme som den fuldkomne mester, hævet over al kritik. Efterhånden som tiden er gået, har opfattelsen af ham til en vis grad ændret sig – ikke i den forstand, at man har villet rokke ved hans ry som en af kunstens ypperste stormænd, men således, at en klarere og fastere motiveret dom over hans stils krav på at kaldes den i nyere skulptur eneberettigede og over hans evners begrænsning har gjort sig gældende. Man ser nu, at hans "Gjenopvækkelse af den antike Billedhuggerkunst" ville have været endnu mere afgørende, hvis de oldtidsmønstre, han i sine yngre dage havde for øje, havde repræsenteret hellenerkunstens guldalder og ikke især dens begyndende forfald. Han ville da have skabt flere værker som Haabet, Hyrdedrengen og Adonis, færre i den stil, Venus og gruppen De 3 Gratier repræsenterer. Man føler, at hans kunst i mange tilfælde mangler varme og lidenskab, og at hans sans for fysiognomisk karakteristik og personligt udtryk ikke var stærkt udpræget, hvad især flertallet af hans mange buster med al deres skønhed og deres vidnesbyrd om fremragende formsans viser. Det må dog tilføjes, at man efter Thorvaldsens død har udsat den sanselige del af hans eftermæle for regulær censur.
| Citat | Thorvaldsen har næppe været helt blind over for sensuel udstråling. Faktisk var han kendt som damernes ven. Da han døde i 1844, da efterlod han sig en betydelig privat samling af udpræget erotisk kunst, som blev gemt væk i museets magasiner efter hans død, og som stadig den dag i dag ikke kan ses af museets gæster. Han tegnede selv adskillige erotiske motiver, men mange af dem blev desværre brændt, da man for alt i verden ville undgå at få plettet den store mesters renomme. | Citat |
|       | |       |

Til gengæld hører man oftere end tidligere de svagere sider af hans karakter omtalt; særligt den udprægede egoisme, der ikke hindrede ham i at føle tilfredsstillelse ved at glæde og hjælpe andre, men dog afholdt ham fra at gøre noget som helst virkelig personligt offer for et medmenneskes skyld. De har sat mærker, som ikke kunne udviskes, medens billedet af hans strålende elskværdighed og jævne, indtagende væsen nu kun hviler på de samtidiges efterladte vidnesbyrd og efterhånden afbleges. Men hans ret til at bære navn af det 19. århundredes største kunstner vil aldrig kunne fratages ham. Fjerne tider ville se Thorvaldsen som en mester, i hvis mest inspirerede relieffer og statuer den højhed og ro, der kendetegner den antikke skulptur, er forenede med en næsten ufejlbarlig skønhedssans og formfølelse og med en fortællekunst – evne til rytmisk komposition, talende og harmonisk linjeføring og udtryksfuld, om end i intet tilfælde udpræget lidenskabelig, bevægelse, hvortil blandt senere kunstnere næppe nogen anden end Rafael har noget tilsvarende. Som den mageløst produktive – foruden de mange ikke anvendte udkast, 80 statuer, 130 buster, 243 relieffer, deriblandt tre meget lange friser – er han også en af dem, hvis ånd spænder over det videste omfang. Han, der i kraft af et vidunderligt instinkt, som bærer ham ud over hans fænomenale mangel på kundskaber, forstår de hedenske skønhedsidealer som ingen anden, er jo den samme, der har skabt den protestantiske kristendoms mest ægte og allervigtigste skikkelser.
Louis Bobé forklarer overbevisende "Thorvaldsens svagere sider" i sin bog fra 1938.
Thorvaldsens "Christus" har opnået en ganske særlig status i Jesu Kristi Kirke af Sidste Dages Hellige, hvor en kopi står opført på kirkens hovedsæde i Salt Lake City, Utah og i det hele taget dyrkes med ikon-lignende status af kirkens medlemmer.

## Thorvaldsens børn
Thorvaldsen forblev ugift, men fik to børn med Anna Maria Uhden, født Magnani, sønnen Carlo Alberto (1806-1811) og Elisa (1813-1870).
En uunderbygget påstand om at Thorvaldsen desuden var fader til Maria Emilia Zoëga (kaldet Mimma; ca. 1800–1868) er imødegået her.
Hans forhold til Miss Macenzie og Fanny Capers omtales i Louis Bobés bog fra 1938. Der har også været fremført den tanke, at Thorvaldsen var biseksuel.

## Hæder og tillidshverv
Medlem af og professor ved Kunstakademiet i København 1805, dets direktør 1833-44. Æresmedlem af Studenterforeningen 1838. Æresborger i København samme år. Æresmedlem eller medlem af mangfoldige udenlandske akademier. Professor ved Akademiet i Firenze 1804. Medlem af San Luca Akademiet i Rom 1808, dets præsident 1825-28. Æresborger i Stuttgart 1841.
Etatsråd 1819 og konferensråd 1838. Ridder af Dannebrog 1810, Dannebrogsmand 1833, Kommandør 1829 og Storkors 1839. Fredsklassen af ordenen Pour le Mérite 1842.

## Trivia
- Almindelig Fjergræs (Stipa pennata) kaldes "Thorvaldsens Hår" i blomsterforrretningerne.
- En sejlivet myte – gentaget af Troels Kløvedal i tv (Flådens 500 år, 2010) – siger at planten Kæmpe-Bjørneklo blev bragt til Danmark fra Italien, fordi dens frø blev brugt til at fore kasserne der fragtede Thorvaldsens værker til København. Myten er ikke sand da Kæmpebjørnekloen ikke var almindelig i Midtitalien på Thorvaldsens tid, og dens ringe udbredelse ville have umuliggjort at samle den mængde frø som skulle bruges til den omfangsrige fragt.[13]

## Ekstern kilde/henvisning
- Wikimedia Commons har flere filer relateret til Bertel Thorvaldsen
- Artiklen i DBL
- Thorvaldsens Museum
- Arkivet, Thorvaldsens Museum Dokumentationscenter for Thorvaldsens liv, værk og kontekst
- Bertel Thorvaldsen på Kunstindeks Danmark/Weilbachs Kunstnerleksikon
- Bertel Thorvaldsen på gravsted.dk
- Arkiveret 6. marts 2019 hos  Wayback Machine Værker udstillet i Washington D.C.